# Saltburn-by-the-Sea
Saltburn-by-the-Sea – miasto w północno-wschodniej Anglii, w hrabstwie North Yorkshire, położone nad ujściem rzeki Skelton Beck do Morza Północnego. W 2001 r. miasto to zamieszkiwało 5 912 osób.
W mieście tym urodził się David Coverdale.